# Felix Sturm

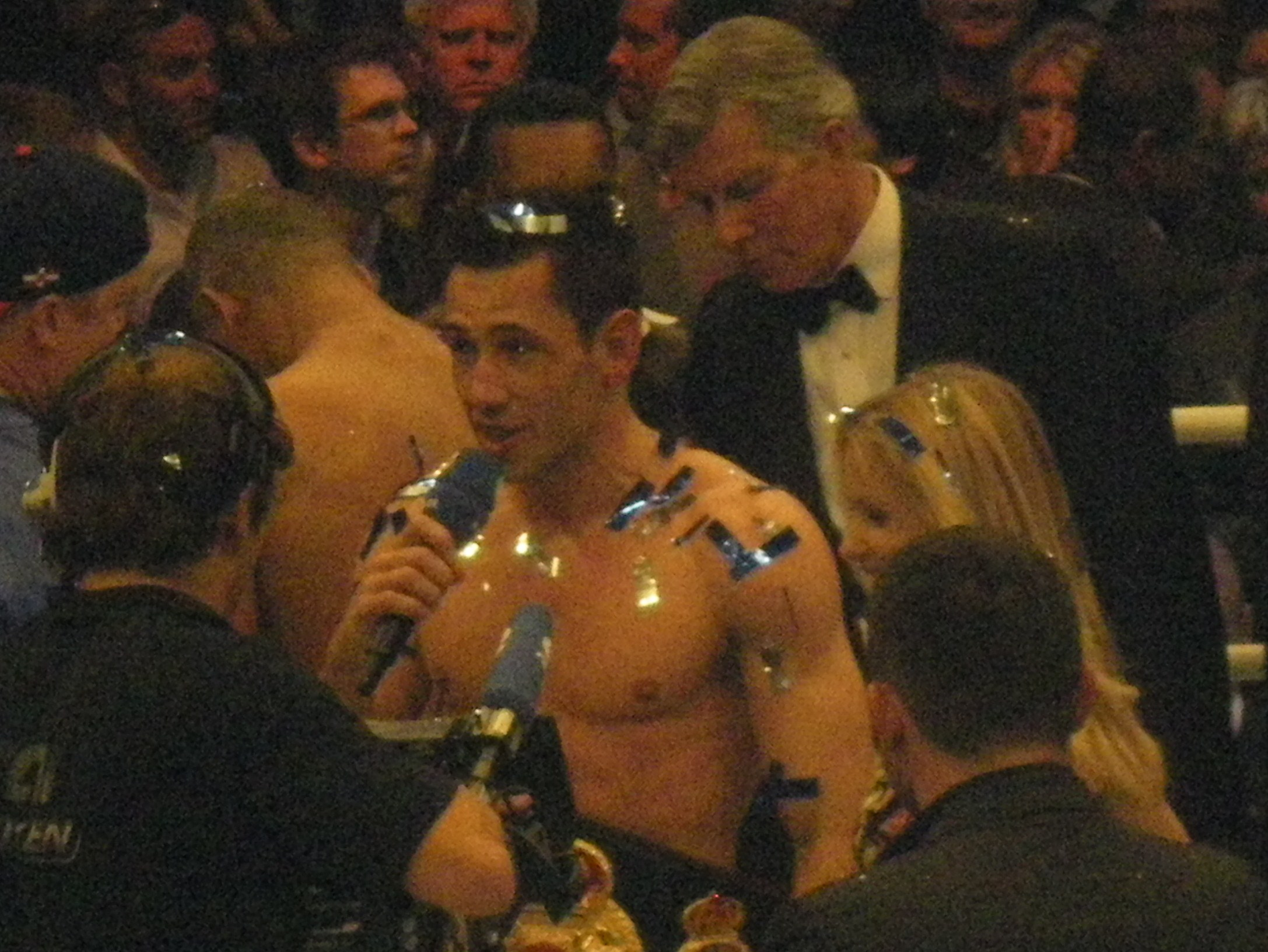
Interview mit Felix Sturm (im Hintergrund ist Michael Buffer zu erkennen)

Felix Sturm (eigentlich Adnan Ćatić; * 31. Januar 1979 in Leverkusen) ist ein Profiboxer mit bosnisch-herzegowinischer und deutscher Staatsbürgerschaft. Er war bei verschiedenen Boxverbänden fünf Mal Weltmeister.

## Herkunft und Amateurkarriere
Felix Sturm wurde am 31. Januar 1979 in Leverkusen als Adnan Ćatić geboren. Sturms Eltern stammen aus Blagaj in Bosnien und Herzegowina. Er besitzt neben der deutschen auch die bosnische Staatsbürgerschaft. Felix Sturm wuchs im Großraum Köln auf, wo er Schüler der städtischen Gemeinschaftshauptschule Theodor-Wuppermann-Schule in Leverkusen-Manfort war.
Sturm begann im Alter von elf Jahren mit dem Boxsport, trainierte im Club TSV Bayer 04 Leverkusen und boxte im Halbmittelgewicht (bis 71 kg). Er bestritt im Laufe seiner Jugend- und Amateurkarriere 186 Kämpfe, von denen er 175 gewann.
Er wurde 1995 und 1996 Deutscher Juniorenmeister, siegte 1996 beim Brandenburg Cup in Frankfurt (Oder) und 1997 bei der Junioren-Europameisterschaft in Birmingham, wobei er sich gegen die Starter aus England, Rumänien, Belarus und Russland durchgesetzt hatte. Im selben Jahr nahm er erstmals bei der Deutschen Meisterschaft der Erwachsenen teil und wurde Vizemeister, nachdem er erst im Finale gegen Jürgen Brähmer unterlegen war.
1998 wurde er dann mit einem Finalsieg gegen Jörg Rosomkiewicz Deutscher Meister und gewann nach einer Halbfinalniederlage gegen den späteren Olympiasieger Jermachan Ybrajymow eine Bronzemedaille beim Chemiepokal in Halle (Saale). Im Juni 1998 gewann er auch das Multi Nations Tournament in Liverpool und besiegte die Teilnehmer aus England, Ukraine und Russland.
1999 wurde er mit einem finalen Sieg gegen Jörg Rosomkiewicz erneut Deutscher Meister und erreichte bei einem Länderkampf gegen Ungarn eine Niederlage (7:9) und ein Unentschieden gegen Károly Balzsay. Bei der Weltmeisterschaft 1999 in Houston schied er im Achtelfinale knapp mit 4:5 gegen Jermachan Ybrajymow aus, gewann jedoch noch im gleichen Jahr das Ahmet Cömert Tournament in Istanbul, womit er sich für die Olympischen Spiele 2000 in Sydney qualifizierte.
Vorher nahm er noch an der Europameisterschaft 2000 in Tampere teil, besiegte Károly Balzsay, Mirosław Nowosada und Dmitri Usagin, wodurch er als einziger deutscher Starter in das Finale einzog. Dort schlug er beim Kampf um die Goldmedaille Andrei Mischin.
Bei den Olympischen Sommerspielen 2000 in Sydney konnte er Dilshod Yorbekov und Richard Rowles besiegen, unterlag dann aber im Viertelfinale mit 14:19 gegen Jermain Taylor.

## Profikarriere

### Anfänge und WBO-Weltmeister
Sturm gab am 27. Januar 2001 in München sein Profidebüt gegen den Portugiesen António Ribeiro und gewann nach Punkten. Auch die folgenden 14 Kämpfe konnte er gewinnen, darunter gegen den späteren Benelux-Meister Bendele Ilunga und den ehemaligen Interkontinentalen Meister der WBO, Lóránt Szabó. Am 8. März 2003 gewann er den vakanten Junioren-Weltmeistertitel der IBF durch einstimmigen Punktesieg gegen den späteren Südamerika-Meister Javier Mamaní und verteidigte ihn durch einstimmigen Punktesieg gegen den Südafrikanischen Meister Tshepo Mashego.
In seinem nächsten Kampf am 12. Juli 2003 gewann Sturm in Leverkusen den Interkontinentalen Meistertitel der WBO durch technischen K.o. in Runde 5 gegen den Uruguayer Roberto Vechio, der nach 14 Profikämpfen erstmals außerhalb seines Heimatlandes boxte. Am 13. September 2003 durfte er in seinem erst 19. Kampf um den Weltmeistertitel der WBO gegen den Argentinier Héctor Velazco boxen. Eigentlich hätte Bert Schenk um den Titel boxen sollen, jedoch musste dieser verletzungsbedingt absagen, wodurch Sturm als der Weltranglisten-Vierte als Ersatzgegner verpflichtet wurde. Velazco boxte erstmals in seiner Karriere außerhalb Argentiniens und verlor gegen Sturm in Berlin geteilt nach Punkten. Jedoch gehörte die WBO damals noch nicht zu den bedeutenden Verbänden.
In seiner ersten Titelverteidigung besiegte Sturm den schlagstarken Spanier Rubén Varón einstimmig und klar nach Punkten und bereitete sich nun auf die zweite Titelverteidigung gegen den achtfachen Weltmeister aus niedrigeren Gewichtsklassen, den US-Superstar Óscar de la Hoya, vor.

### Kampf gegen de la Hoya
Am 5. Juni 2004 fand das Duell der beiden im MGM Grand Hotel von Las Vegas statt. Óscar de la Hoya strebte einen finanziell äußerst lukrativen Titelvereinigungskampf gegen den in drei Verbänden (IBF, WBA, WBC) amtierenden Weltmeister und gleichfalls bekannten Superstar Bernard Hopkins an, wofür er  einen Sieg über den 1:12-Außenseiter Sturm benötigte. Sturm verblüffte die Boxwelt jedoch bereits in den ersten Runden, als er den Amerikaner mit mehreren Wirkungstreffern eindecken konnte. Wenn de la Hoya mit schnellen Schlagserien versuchte, im Infight zu punkten, konterte Sturm mit linken und rechten Haken. Als Sturm ab 11. Runde von der Normal- in die Rechtsauslage wechselte, verblüffte er den Amerikaner zusätzlich. Mehrmals hob Sturm triumphal seine Faust in die Luft, um sich vom Publikum anfeuern zu lassen.
Trotz dieses überlegen geführten Kampfes verlor Sturm seinen WBO-Titel äußerst umstritten nach Punkten an Óscar de la Hoya, der somit zum Kampf gegen Hopkins um alle vier anerkannten WM-Titel einer Gewichtsklasse antreten konnte. Der US-Sender und Mitveranstalter HBO hatte zunächst Sturm als Sieger gesehen, Box-Analyst Harold Lederman (aufgenommen in die World Boxing Hall of Fame) etwa wertete den Kampf 115:113 für Sturm. Sturms Promoter Klaus-Peter Kohl legte Protest bei der Nevada State Athletic Commission ein, die nach einer nochmaligen Überprüfung die Gültigkeit des Sieges von Óscar de la Hoya bestätigte. Dennoch stieg der Bekanntheitsgrad Sturms mit diesem Kampf sprunghaft an.

### WBA-Weltmeister
Sturm schlug bereits drei Monate später den WM-Herausforderer Robert Frazier und gewann so erneut den Interkontinentalen Meistertitel der WBO, am 4. Dezember 2004 gelang ihm zudem ein K.o.-Sieg in Runde 3 gegen Ex-WBC-Weltmeister Hacine Cherifi, wodurch er sich an den Spitzen der Ranglisten hielt. Am 5. März 2005 schlug er Bert Schenk in der zweiten Runde K.o. und gewann den Titeleliminierungskampf des WBA-Verbandes gegen den Spanischen Meister Jorge Sendra.
Sturm erhielt nun am 11. März 2006 einen Titelkampf um den WBA-Weltmeistergürtel gegen den in Neuseeland lebenden samoanischen Titelträger Maselino Masoe. Das Duell gegen den schlagstarken, 39-jährigen Masoe gestaltete sich zunächst ausgeglichen. Sturm erarbeitete sich in der Folgezeit Vorteile und sorgte damit für einen Punktevorsprung, den er jedoch zum Ende des Kampfes nur noch verteidigte und sich zunehmend dem Kampf entzog, um der Gefahr eines Lucky Punches vorzubeugen. Für dieses taktische Defensivverhalten wurde Sturm, obwohl er den Titel gewonnen hatte, vom Publikum kritisiert und mit Pfiffen bedacht.
Am 15. Juli 2006 verlor Sturm den Titel bereits in seiner ersten freiwilligen Titelverteidigung an den 38-jährigen Spanier Javier Castillejo durch technischen K.o. in der zehnten Runde. Aufgrund der Kritik an seinem extremen Defensivstil zum Ende des Kampfes gegen Masoe hatte sich Sturm in diesem Kampf auf einen offenen Schlagabtausch mit dem schlagstarken (60 Siege, davon 41 durch K.o.) ehemaligen Europa- und WBC-Weltmeister eingelassen. Bereits in der zweiten Runde musste er erstmals in seiner Profikarriere zu Boden. Wenige Sekunden vor Ende der 10. Runde war Sturm in schneller Reihenfolge von einem linken Haken, drei Kinnhaken und einem Leberhaken getroffen worden, worauf der Ringrichter den Kampf abbrach und den verteidigungsunfähigen und benommenen Sturm in seine Ecke begleitete, wo seine rechte Gesichtshälfte stark anschwoll.
Rund sieben Monate später besiegte Sturm im Dezember des gleichen Jahres den Australier Gavin Topp durch technischen K.o. in der 6. Runde.

### Erneut WBA-Weltmeister
Am 28. April 2007 stand Sturm vor 5.000 Zuschauern in der ausverkauften Arena Oberhausen erneut Castillejo im Rahmen eines Rückkampfs gegenüber. Castillejo hatte zwar zuvor gegen den Argentinier Mariano Natalio Carrera seinen Weltmeistertitel verloren, bekam ihn aber wieder zurück, nachdem Carrera des Dopings überführt worden war. Sturm gewann den engen Kampf umstritten nach einstimmiger Punktwertung und wurde damit zum dritten Mal Weltmeister im Mittelgewicht.
Am 30. Juni 2007 verteidigte er in Stuttgart freiwillig seinen Titel gegen den ungeschlagenen Noe Alcoba aus Uruguay. Er siegte einstimmig nach Punkten. Bei einer Pflichtverteidigung gegen den Amerikaner Randy Griffin konnte Felix Sturm am 20. Oktober 2007 in Halle seinen Titel zwar verteidigen, erzielte aber nur ein Unentschieden. Nach einem harten Kampf wertete ein Punktrichter den Kampf als unentschieden und jeweils einer als Sieg für Griffin und Sturm.
Am 5. April 2008 stieg Sturm zu einer freiwilligen Titelverteidigung gegen den australischen Mittelgewichtler Jamie Pittman in den Ring, Sturm konnte diesen Kampf überzeugend und vorzeitig in Runde 7 zu seinen Gunsten entscheiden. Drei Monate später gewann Sturm den von beiden Kämpfern gewünschten Rückkampf gegen Randy Griffin nach Punkten. Die Punktrichter bewerteten die Leistungen der Kämpfer einstimmig zugunsten von Sturm. Der Kampf fand im Gerry-Weber-Stadion in Halle statt. Am 1. November 2008 verteidigte Sturm seinen Weltmeistertitel in der König-Pilsener-ARENA in Oberhausen gegen Sebastian Sylvester einstimmig nach Punkten.
Am 25. April 2009 boxte Sturm in Krefeld gegen den ungeschlagenen Japaner Koji Sato. Der deutlich überlegene Sturm besiegte den Asiaten in Runde 7 nach 2:46 Minuten durch technischen K.o. nach Abbruch des Kampfes durch den Ringrichter, noch bevor der Trainer Satos das Handtuch werfen konnte. Am 11. Juli 2009 verteidigte Sturm seinen Weltmeistertitel gegen Khoren Gevor in der Arena am Nürburgring durch Punktsieg. Die Punktrichter werteten die Runden mit 115:113, 115:113 und 117:111 einstimmig zugunsten von Sturm.

### WBA-Superchampion
Anschließend wurde Sturm im März 2010 zum „Superweltmeister“ der WBA ernannt, womit er den Kampf gegen Pflichtherausforderer Gennadi Golowkin meiden konnte. Die WBA begründete ihre kontroverse Entscheidung mit einem andauernden Rechtsstreit, der zwischen den beiden Boxern und ihrem ehemaligen Arbeitgeber Universum lief. Sturm hatte ausgesagt, lieber den Titel niederlegen zu wollen, als noch einmal für Universum zu boxen. Als Superchampion geriet Sturm nicht mehr in Gefahr, den Titel aberkannt zu bekommen.
Golowkin sicherte sich stattdessen den zuvor von Sturm gehaltenen „regulären“ Weltmeistertitel der WBA. Die Aufwertung zum Superchampion sorgte vielerorts für Verwirrung in der Boxwelt, da es nun neben einem Interimweltmeister und einem regulären Weltmeister noch einen zusätzlichen Weltmeister gab, der über diesem stand. Da Jermain Taylor 2005 noch die Weltmeistertitel aller vier Weltverbände (WBA, WBO, IBF, WBC) erkämpfen musste, um den Sonderstatus des WBA-Superchampions zu erlangen, sorgte es für Unmut, dass Sturm ohne jeden weiteren Titel diese Ehre zuteilwurde.
Seinen WBA-Superweltmeistertitel verteidigte Sturm erstmals am 4. September 2010 in der Kölner Lanxess Arena mit einem deutlichen Punktsieg gegen Giovanni Lorenzo. Es war sein erster Kampf nach der Trennung von seinem früheren Promoter Universum Box Promotion und der erste nach einer Pause von 14 Monaten. Ein weiteres Mal konnte Sturm seinen Titel am 19. Februar 2011 durch technischen Knockout in der 7. Runde gegen den Sohn von Boxlegende Thomas Hearns, den US-Amerikaner Ronald Hearns, verteidigen.

### Kämpfe gegen Macklin und Murray
Am 25. Juni 2011 stieg Felix Sturm zu seiner dritten Titelverteidigung seines WBA-Superweltmeistergürtels gegen den Briten Matthew Macklin in den Ring, der bis zum Vorbereitungstraining den Titel des Europameisters der EBU trug. Der Kampf wurde vor etwa 18.000 Zuschauern in der Lanxess-Arena in Köln ausgetragen und von etwa 4,5 Millionen weiteren Zusehern live am TV-Gerät verfolgt.
Matthew Macklin startete den Kampf mit hohem Tempo und dominierte weite Strecken des Kampfes mit seinen Infights, die Sturm daran hinderten, seine sonst überlegene Führhand einzusetzen. Sturm musste durch die vielen Schlagkombinationen mehrmals Wirkungstreffer hinnehmen und startete viel zu selten Gegenangriffe. Sturms Trainer Fritz Sdunek zog nach den ersten Runden sogar eine Niederlage seines Schützlings in Erwägung. Zwar wurde Sturm in den späteren Runden aktiver und schlagstärker, jedoch gelang es ihm in keinem Moment, Macklin in Bedrängnis zu bringen.
Nach den vollen 12 Runden, in denen beiden Boxern kein Niederschlag gelungen war, kam es zum Punkteurteil; zwei der drei Punktrichter werteten den Kampf 116:112 für Sturm, während Levi Martínez das Duell mit 115:113 für Macklin wertete. Nach dem Kampf wurde vom übertragenden Fernsehsender Sat.1 eine Internet-Umfrage gestartet, in der 72 % der Stimmen Matthew Macklin als Sieger ansahen. Axel Schulz, der als Experte für Sat.1 das Geschehen am Ring verfolgte, hatte den Briten sogar 117:111 vorne gesehen. Selbst WBC-Manager Lou DiBellas kritisierte die Entscheidung für Sturm und nannte dies einen Grund, warum Sergio Martínez (Weltranglisten-Erster im Mittelgewicht) „nie in Deutschland boxen wird“. Ex-Weltmeister im Schwergewicht Lennox Lewis bezeichnete die beiden Punkterichter, die für Sturm gewertet hatten, als „Straßenräuber“.
Macklin nannte sich beim anschließenden Interview in gebrochenem Deutsch den eigentlichen Sieger des Duells und forderte Sturm noch im Ring zu einem Rückkampf, den dieser zusagte. Der Rückkampf war für den 25. November in Deutschland vereinbart, wurde jedoch von Macklin abgesagt. Dieser plante stattdessen die Fortführung seiner Karriere in den USA und kämpfte im März gegen Sergio Martínez. Felix Sturm stellte sich im Gegenzug am 2. Dezember in Mannheim dem ungeschlagenen Commonwealth-Meister Martin Murray (23–0). Der temporeiche Kampf endete mit einem Unentschieden, wodurch Sturm zwar Superchampion blieb, jedoch erneut gegen einen Mittelklasse-Gegner nicht überzeugen konnte. Mit seiner Führhand traf Sturm zwar klarer als Murray, dieser wies allerdings die höhere Schlagfrequenz auf.

### Kampf gegen Zbik
Am 13. April 2012 kämpfte Sturm in Köln vor rund 13.000 Zuschauern gegen den früheren WBC-Weltmeister Sebastian Zbik (30–1). Dem Duell waren gegenseitige Verbalattacken beider Sportler vorausgegangen und der Kampf dementsprechend zu einem „Hassduell“ hochstilisiert worden. Den Kampf selbst beherrschte Sturm und gewann durch Aufgabe von Zbiks Ringecke in der Pause zur 10. Runde. Zbik war nach dem Kampf deutlich im Gesicht gezeichnet und sagte im anschließenden Interview, dass er ab der dritten Runde keine Chance mehr gehabt hätte und den Sieg von Sturm neidlos anerkenne.
Sturm kündigte an, das Titelchaos der WBA beenden und als Nächstes gegen den regulären Weltmeister Gennadi Golowkin antreten zu wollen. Am 31. Mai 2012 wurde aber bekannt, dass Sturm stattdessen eine Titelvereinigung gegen den IBF-Weltmeister Daniel Geale anstrebte, während Golowkin ankündigte, seinerseits eine Titelvereinigung gegen den WBO-Weltmeister Dimitry Pirog auszutragen.

### Titelverlust an Daniel Geale
Am 1. September 2012 trafen Felix Sturm und Daniel Geale (27–1) in der König-Pilsener-Arena in Oberhausen aufeinander. Der Kampf ging über die vollen zwölf Runden, wobei der Australier mit seiner Beweglichkeit und seinen Reflexen punktete. Felix Sturm traf zwar härter und klarer, konnte der Variabilität von Geale aber wenig entgegensetzen. Am Ende des Kampfes wurde der Australier zum Punktsieger erklärt (zweimal 116:112 für Geale, einmal 116:112 für Sturm), womit Geale bereits zum zweiten Mal in Deutschland einen amtierenden Weltmeister schlug. Felix Sturm stand zu seiner Niederlage und gratulierte seinem Kontrahenten noch im Ring.
Ein eventueller Rückkampf hätte von Geales Management genehmigt und ausverhandelt werden müssen, da Sturm keine Rückkampfklausel unterzeichnet hatte. Jedoch meldete sich Golowkins Manager Tom Löffler und bot Sturm einen Titelkampf gegen seinen Schützling „egal an welchem Ort, zu welcher Zeit und auf welchem Sender auch immer“.

### Niederlage gegen Soliman
Um eine erneute Titelchance gegen Daniel Geale zu erhalten, boxte Sturm am 1. Februar 2013 in Düsseldorf gegen den Australier Sam Soliman (43–11), Weltranglisten-Erster der IBF im Mittelgewicht. Soliman hatte zwar bereits elf Niederlagen angesammelt, diese jedoch alle im Supermittelgewicht erlitten und seit seinem Wechsel ins Mittelgewicht im Jahr 2009 jeden seiner acht Kämpfe gewonnen.
Sturm dominierte besonders die ersten beiden Runden, wobei ihm in der zweiten Runde auch ein Niederschlag gegen Soliman gelang. Der Australier erholte sich jedoch innerhalb der nächsten beiden Runden und konnte seine hohe Beweglichkeit und Schlagfrequenz auch in den späteren Runden aufrechterhalten. Wie schon im Kampf gegen Murray und Geale hatte Sturm zwar die klareren und härteren Treffer, sein Gegner jedoch die höhere Aktivität und die höhere Schlaganzahl. Nach der zehnten Runde teilte Fritz Sdunek seinem Schützling Felix Sturm mit, dass es nach Punkten „beschissen aussehe“ und er diesen Kampf nur noch durch einen Knockout würde gewinnen können. Trotz einer anschließend gesteigerten Offensivtätigkeit konnte Sturm seinen Gegner nicht mehr entscheidend treffen und verlor den Kampf zunächst einstimmig nach Punkten (116:111 und zweimal 114:113). Bei der Öffnung der A-Probe wurde Soliman jedoch die Einnahme von Methylsynephrin nachgewiesen. Auf eine rechtskräftige Untersuchung der B-Probe verzichtete er. Im Oktober 2016 wurde von einem deutschen Gericht festgestellt, dass die Dopingvorwürfe zu Unrecht erhoben wurden.

### IBF-Weltmeister
Sturm schlug am 7. Dezember 2013 den britischen IBF-Weltmeister Darren Barker durch technischen K.o. in der zweiten Runde und war damit neuer Mittelgewichts-Champion des Verbandes. Er wurde damit als erster Deutscher zum vierten Mal Weltmeister. Nach einer deutlich gewonnenen ersten Runde gelangen Sturm bereits in der zweiten Runde zwei Niederschläge, bei denen Barker eine Verletzung an der Hüfte davontrug. Von dieser Verletzung sichtlich beeinträchtigt warf Barkers Ringecke das Handtuch.
Am 31. Mai 2014 verlor Sturm den Titel einstimmig nach Punkten im Rückkampf gegen Sam Soliman. Am 8. November 2014 boxte er in der Stuttgarter Porsche-Arena in einer eigens eingerichteten Gewichtsklasse bis 75,5 Kilogramm (zwischen Mittel- und Supermittelgewicht) gegen Robert Stieglitz und erreichte dabei ein Unentschieden.

### Kämpfe gegen Tschudinow und Dopingverdacht
Am 9. Mai 2015 verlor Sturm in der Frankfurter Festhalle im Supermittelgewicht gegen den Russen Fjodor Tschudinow den Kampf um die vakante WBA-Weltmeisterschaft einstimmig nach Punkten. Der Rückkampf fand am 20. Februar 2016 in der Oberhausener König-Pilsener-Arena statt. Sturm gewann nach Punkten und wurde damit zum fünften Mal Weltmeister, erstmals außerhalb des Mittelgewichts.
Im April 2016 wurde bekannt, dass Felix Sturm beim Rückkampf gegen Tschudinow am 20. Februar 2016 gedopt gewesen sei. Laut Box-Weltverband WBA waren in der obligatorischen Urinprobe (A-Probe) von Sturm Spuren von Stanozolol vorhanden. Am 7. September 2016 bestätigte die Staatsanwaltschaft Köln, dass sie wegen eines möglichen Verstoßes gegen das Anti-Doping-Gesetz Ermittlungen gegen Sturm aufgenommen hat. Anfang Oktober 2016 legte Sturm seinen WBA-Titel im Supermittelgewicht nieder – offiziell wegen einer Ellenbogen-Verletzung. Wie die Kölner Staatsanwaltschaft im November 2016 bestätigte, war auch der Befund der B-Probe positiv. Der Weltverband WBA und der Bund Deutscher Berufsboxer (BDB) verzichteten auf eine Sperre des Boxers.
Im Januar 2019 lehnte die 8. Große Strafkammer des Landgerichts Köln die Eröffnung des Hauptverfahrens ab, da kein hinreichender Tatverdacht bestehe. Am 4. April 2019 ließ der 2. Strafsenat des Oberlandesgerichts Köln nach einer Beschwerde der Kölner Staatsanwaltschaft die Anklage gegen Sturm zu. Am 30. April 2020 wurde er unter anderem auch wegen Dopingvergehens zu einer Haftstrafe verurteilt (siehe Abschnitt Gerichtsverfahren).

## Gerichtsverfahren
Nach einer Schlägerei in einem Parkhaus im Jahr 2004 belegte das Amtsgericht Leverkusen Sturm 2005 mit einer Geldbuße in Höhe von 12.500 Euro, die einer gemeinnützigen Institution zukam; im Gegenzug galt Sturm damals weiterhin als nicht vorbestraft.
Im Jahr 2019 wurde bekannt, dass Sturm bereits 2012 vom Amtsgericht Köln wegen Steuerhinterziehung in 16 Fällen zu einer Gefängnisstrafe von 22 Monaten auf Bewährung verurteilt worden war.
Ab November 2019 musste sich Sturm am Kölner Landgericht vor der 12. großen Strafkammer wegen neuerlicher Vorwürfe der Steuerhinterziehung verantworten. Weiterhin wurde er wegen des Verdachts des Dopings und Körperverletzung angeklagt. Im Prozess gab Sturm an, aktuell „vermögenslos“ zu sein.
Nach mehr als acht Monaten Untersuchungshaft wurde Sturm am 23. Dezember 2019 vorläufig auf freien Fuß gesetzt, da der Staatsanwalt keine Fluchtgefahr mehr sah. Voraussetzung für die Haftverschonung war, dass Sturm eine Kaution in Höhe von 300.000 Euro sowie seine Reisepässe hinterlegte. Das Gericht hatte vor dem Hintergrund einer verringerten Steuerschuld zwischen 800.000 und 2,2 Millionen Euro der Verschonung unter Auflagen zugestimmt. Sturm hatte während des Prozesses mehrfach betont, dass er boxen wolle, um Geld zu verdienen, damit er seine Steuerschuld begleichen könne. Sein Wunschkontrahent war der frühere Mittelgewichtsweltmeister Arthur Abraham.
Am 30. April 2020 wurde Sturm wegen Steuerhinterziehung und versuchter Steuerhinterziehung zu einer Haftstrafe von drei Jahren verurteilt. Er wurde schuldig gesprochen, dem Fiskus in den Jahren 2008 bis 2010 sowie 2013 insgesamt rund 1.000.000 Euro vorenthalten zu haben. Ein Freispruch erging bezüglich der Steuerhinterziehungsvorwürfe für die Jahre 2011 und 2012. Vorwürfe bezüglich der Jahre 2014 und 2015 waren eingestellt worden. Sturm wurde weiterhin wegen Verstoßes gegen das Anti-Doping-Gesetz verurteilt. Demnach war er im Weltmeisterschaftskampf gegen den Russen Fjodor Tschudinow im Februar 2016 mit dem Mittel Stanozolol gedopt. Da der Kampf somit regelwidrig geführt worden war, wurde Sturm auch wegen vorsätzlicher Körperverletzung verurteilt. In einer Revisionsverhandlung wurde das Strafmaß am 1. Dezember 2021 vom Kölner Landgericht auf zwei Jahre und vier Monate Haft reduziert, da die Schadenssumme niedriger als zunächst angenommen war.

## Sonstiges
Um auch von einem breiten deutschen Publikum als Deutscher wahrgenommen zu werden, nennt sich der gebürtige Adnan Ćatić seit 2000 Felix Sturm.
Er war für den Boxstall Universum Box-Promotion aktiv, sein Trainer in dieser Zeit war Michael Timm. Am 22. September 2009 gab Sturm die Trennung von Universum bekannt, im Dezember 2009 vermeldete er auf seiner offiziellen Homepage die Verpflichtung des US-Amerikaners Freddie Roach als neuen Trainer. Diese Zusammenarbeit kam allerdings nicht zustande. Stattdessen übernahm Fritz Sdunek das Boxtraining. Felix Sturm machte sich 2009 selbstständig und war Inhaber des Boxstalls Sturm Box-Promotion in Köln.
Im März 2007 war Sturm Trainer von Stefan Raab, der zum zweiten Mal einen Showkampf gegen Regina Halmich bestritt. Am 19. November 2010 nahm Sturm an der Fernseh-Spielshow Schlag den Star teil. Hierbei musste er sich seinem Gegner punktlos geschlagen geben.
2007 heiratete der Profiboxer seine langjährige Freundin. 2009 kam ihr gemeinsamer Sohn und 2015 ihr zweites Kind, eine Tochter, zur Welt. Im August 2016 verlegte Sturm seinen Wohnsitz von Köln nach Bosnien. 2018 zog er wieder zurück nach Deutschland.

## Fünfmaliger Profibox-Weltmeister
- 13. September 2003 (WBO Weltmeisterschaft im Mittelgewicht), Sieg durch Punkteteilung gegen Héctor Velazco, Titelverteidigung (TV).
- 11. März 2006 (WBA Weltmeisterschaft im Mittelgewicht), Sieg durch Einstimmige Entscheidung gegen Maselino Masoe.
- 28. April 2007 (WBA Weltmeisterschaft im Mittelgewicht), Sieg durch Einstimmige Entscheidung gegen Javier Castillejo.
- 7. Dezember 2013 (IBF Weltmeisterschaft im Mittelgewicht), Sieg durch TKO gegen Darren Barker.
- 20. Februar 2016 (WBA Weltmeisterschaft im Supermittelgewicht), Sieg durch Punkteteilung gegen Fjodor Tschudinow.

## Liste der Profiboxkämpfe
| Jahr | Tag                        | Gegner/Kampfziel                                           | Ort                                         | Ergebnis      | Typ                      | Runden |
| ---- | -------------------------- | ---------------------------------------------------------- | ------------------------------------------- | ------------- | ------------------------ | ------ |
| 2001 | 27. Januar                 | António Ribeiro                                            | Rudi-Sedlmayer-Halle, München               | Sieg          | Punkteentscheidung       | 4/4    |
| 2001 | 24. Februar                | Slavomir Dendis                                            | Sporthalle Hamburg, Hamburg                 | Sieg          | KO                       | 1/4    |
| 2001 | 7. April                   | Bendele Ilunga                                             | Universum Gym, Hamburg                      | Sieg          | Punkteentscheidung       | 4/4    |
| 2001 | 5. Mai                     | Ramdane Kaouane                                            | Volkswagen Halle Braunschweig, Braunschweig | Sieg          | TKO                      | 1/4    |
| 2001 | 16. Juni                   | Zdenek Zubko                                               | Kisstadion, Budapest, Ungarn                | Sieg          | KO                       | 2/6    |
| 2001 | 21. Juli                   | Mustapha Stini                                             | Tivoli Eissporthalle, Aachen                | Sieg          | Punkteentscheidung       | 4/4    |
| 2001 | 29. September              | Anthony Ivory                                              | Universum Gym, Hamburg                      | Sieg          | Punkteentscheidung       | 6/6    |
| 2001 | 3. November                | Francesco Pernice                                          | Hansehalle, Lübeck                          | Sieg          | TKO                      | 4      |
| 2001 | 24. November               | Mario Lupp                                                 | Universum Gym, Hamburg                      | Sieg          | KO                       | 1/6    |
| 2001 | 15. Dezember               | Robert Davis                                               | Estrel Convention Center, Berlin-Neukölln   | Sieg          | Punkteentscheidung       | 6/6    |
| 2002 | 6. April                   | Didier Nkuku Mupeko                                        | Universum Gym, Hamburg                      | Sieg          | Punkteentscheidung       | 6/6    |
| 2002 | 20. Juli                   | Gyorgy Bugyik                                              | Westfalenhallen, Dortmund                   | Sieg          | TKO                      | 2      |
| 2002 | 14. September              | Terry Tock                                                 | Volkswagen Halle Braunschweig, Braunschweig | Sieg          | KO                       | 1      |
| 2002 | 5. Oktober                 | Anton Lascek                                               | Főnix Hall, Debrecen, Ungarn                | Sieg          | TKO                      | 3/8    |
| 2002 | 23. November               | Lóránt Szabó                                               | Westfalenhallen, Dortmund                   | Sieg          | Einstimmige Entscheidung | 8/8    |
| 2003 | 8. März                    | Javier Alberto Mamaní IBF-Youth-Meisterschaft              | Preussag Arena, Hannover                    | Sieg          | Einstimmige Entscheidung | 10/10  |
| 2003 | 10. Mai                    | Tshepo Mashego IBF-Youth-Meisterschaft                     | Hanns-Martin-Schleyer-Halle, Stuttgart      | Sieg          | Einstimmige Entscheidung | 10/10  |
| 2003 | 12. Juli                   | Roberto Mario Vecchio WBO-Inter-Continental-Meisterschaft  | Wilhelm-Dopatka-Halle, Leverkusen           | Sieg          | TKO                      | 5/12   |
| 2003 | 13. September              | Héctor Velazco WBO-Weltmeisterschaft                       | Estrel Convention Center, Berlin-Neukölln   | Sieg          | Geteilte Entscheidung    | 12/12  |
| 2003 | 20. Dezember               | Rubén Varón WBO-Titelverteidigung                          | Ostseehalle Kiel, Kiel                      | Sieg          | Einstimmige Entscheidung | 12/12  |
| 2004 | 5. Juni                    | Óscar de la Hoya WBO-Titelverteidigung                     | MGM Grand Hotel, Las Vegas, USA             | Niederlage    | Einstimmige Entscheidung | 12/12  |
| 2004 | 18. September              | Robert Frazier vakante WBO-Inter-Continental-Meisterschaft | Wilhelm-Dopatka-Halle, Leverkusen           | Sieg          | Einstimmige Entscheidung | 12/12  |
| 2004 | 4. Dezember                | Hacine Cherifi                                             | Estrel Convention Center, Berlin-Neukölln   | Sieg          | KO                       | 3/8    |
| 2005 | 5. März                    | Bert Schenk WBO-Inter-Continental-Titelverteidigung        | Wilhelm-Dopatka-Halle, Leverkusen           | Sieg          | KO                       | 2/12   |
| 2005 | 18. Juni                   | Jorge Sendra WBO-Inter-Continental-Titelverteidigung       | Amphitheater Pula, Pula, Kroatien           | Sieg          | Einstimmige Entscheidung | 12/12  |
| 2006 | 11. März                   | Maselino Masoe WBA-Weltmeisterschaft                       | Color Line Arena, Hamburg                   | Sieg          | Einstimmige Entscheidung | 12/12  |
| 2006 | 15. Juli                   | Javier Castillejo WBA-Titelverteidigung                    | Color Line Arena, Hamburg                   | Niederlage    | TKO                      | 10/12  |
| 2006 | 2. Dezember                | Gavin Topp                                                 | Estrel Convention Center, Berlin-Neukölln   | Sieg          | TKO                      | 6/10   |
| 2007 | 28. April                  | Javier Castillejo WBA-Weltmeisterschaft                    | König-Pilsener-Arena, Oberhausen            | Sieg          | Einstimmige Entscheidung | 12/12  |
| 2007 | 30. Juni                   | Noé González Alcoba WBA-Titelverteidigung                  | Porsche-Arena, Stuttgart                    | Sieg          | Einstimmige Entscheidung | 12/12  |
| 2007 | 20. Oktober                | Randy Griffin WBA-Titelverteidigung                        | Gerry-Weber-Stadion, Halle (Westf.)         | Unentschieden | Punkteentscheidung       | 12/12  |
| 2008 | 5. April                   | Jamie Pittman WBA-Titelverteidigung                        | Burg-Wächter Castello, Düsseldorf           | Sieg          | TKO                      | 7/12   |
| 2008 | 5. Juli                    | Randy Griffin WBA-Titelverteidigung                        | Gerry-Weber-Stadion, Halle (Westf.)         | Sieg          | Einstimmige Entscheidung | 12/12  |
| 2008 | 1. November                | Sebastian Sylvester WBA-Titelverteidigung                  | König-Pilsener-Arena, Oberhausen            | Sieg          | Einstimmige Entscheidung | 12/12  |
| 2009 | 25. April                  | Koji Sato WBA-Titelverteidigung                            | Königpalast, Krefeld                        | Sieg          | TKO                      | 7/12   |
| 2009 | 11. Juli                   | Khoren Gevor WBA-Titelverteidigung                         | Nürburgring, Nürburg                        | Sieg          | Einstimmige Entscheidung | 12/12  |
| 2010 | 4. September               | Giovanni Lorenzo WBA-Titelverteidigung                     | Lanxess-Arena, Köln                         | Sieg          | Einstimmige Entscheidung | 12/12  |
| 2011 | 19. Februar                | Ronald Hearns WBA-Titelverteidigung                        | Porsche-Arena, Stuttgart                    | Sieg          | TKO                      | 7/12   |
| 2011 | 25. Juni                   | Matthew Macklin WBA-Titelverteidigung                      | Lanxess-Arena, Köln                         | Sieg          | Punktentscheidung        | 12/12  |
| 2011 | 2. Dezember                | Martin Murray WBA-Titelverteidigung                        | SAP-Arena, Mannheim                         | Unentschieden | Punktentscheidung        | 12/12  |
| 2012 | 13. April                  | Sebastian Zbik WBA-Titelverteidigung                       | Lanxess-Arena, Köln                         | Sieg          | TKO                      | 10/12  |
| 2012 | 1. September               | Daniel Geale IBF/WBA-Titelvereinigung                      | König-Pilsener-Arena, Oberhausen            | Niederlage    | Punktentscheidung        | 12/12  |
| 2013 | 1. Februar                 | Sam Soliman                                                | ISS Dome, Düsseldorf                        | keine Wertung | –                        | 12/12  |
| 2013 | 6. Juli                    | Predrag Radošević                                          | Westfalenhallen, Dortmund                   | Sieg          | TKO                      | 4/12   |
| 2013 | 7. Dezember                | Darren Barker IBF-Weltmeisterschaft                        | Porsche-Arena, Stuttgart                    | Sieg          | TKO                      | 2/12   |
| 2014 | 31. Mai                    | Sam Soliman IBF-Titelverteidigung                          | Königpalast, Krefeld                        | Niederlage    | Punktentscheidung        | 12/12  |
| 2014 | 8. November                | Robert Stieglitz                                           | Porsche-Arena, Stuttgart                    | Unentschieden | Punktentscheidung        | 12/12  |
| 2015 | 9. Mai                     | Fjodor Tschudinow vakante WBA-Titelverteidigung            | Festhalle, Frankfurt am Main                | Niederlage    | Punktentscheidung        | 12/12  |
| 2016 | 20. Februar                | Fjodor Tschudinow WBA-Weltmeisterschaft                    | König-Pilsener-Arena, Oberhausen            | Sieg          | Punktentscheidung        | 12/12  |
| 2020 | 19. Dezember               | Timo Rost                                                  | Universum Gym, Hamburg                      | Sieg          | Punktentscheidung        | 10/10  |
| 2021 | 19. Juni                   | James Kraft                                                | Universum Gym, Hamburg                      | Sieg          | Punktentscheidung        | 10/10  |
| 2022 | 26. März                   | István Szili                                               | Westfalenhalle, Dortmund                    | Niederlage    | Punktentscheidung        | 12/12  |
| 2023 | 18. Februar                | Sukru Altay                                                | Porsche-Arena, Stuttgart                    | Sieg          | Punktentscheidung        | 10/10  |
| 2023 | 2. Dezember                | Sukru Altay                                                | MHPArena, Ludwigsburg                       | Sieg          | TKO                      | 9/10   |
| 2025 | 15. Februar                | Benjamin Blindert                                          | Ratiopharm Arena, Neu-Ulm                   | Sieg          | KO                       | 3/10   |
| 2025 | (Quelle: BoxRec-Datenbank) |                                                            |                                             |               |                          |        |

## Erfolge
- Amateurbilanz: 134 Siege – 9 Niederlagen
- Profibilanz: 42 Siege – 6 Niederlagen – 3 Unentschieden – 1 keine Wertung

### Amateur
- 1995: Deutscher Juniorenmeister im Halbmittelgewicht
- 1996: Deutscher Juniorenmeister im Halbmittelgewicht
- 1997: Deutscher Vizemeister im Halbmittelgewicht
- 1997: Junioren-Europameister im Halbmittelgewicht
- 1998: Deutscher Meister im Halbmittelgewicht
- 1999: Deutscher Meister im Halbmittelgewicht
- 2000: Europameister im Halbmittelgewicht
- 2000: Olympiateilnehmer im Halbmittelgewicht

### Profi
- 8. März 2003: IBF-Jugendweltmeister im Mittelgewicht (1 Titelverteidigung)
- 12. Juli 2003: Interkontinentaler Meister der WBO im Mittelgewicht
- 13. September 2003: WBO-Weltmeister im Mittelgewicht (1 Titelverteidigung)
- 5. März 2005: Interkontinentaler Meister der WBO im Mittelgewicht (1 Titelverteidigung)
- 11. März 2006: WBA-Weltmeister im Mittelgewicht
- 28. April 2007: WBA-Weltmeister im Mittelgewicht (7 Titelverteidigungen)
- März 2010: Ernennung zum WBA-Superweltmeister (5 Titelverteidigungen)
- 7. Dezember 2013: IBF-Weltmeister im Mittelgewicht
- 20. Februar 2016: WBA-Superweltmeister im Supermittelgewicht

### Ranglisten
(Stand: Februar 2016, Supermittelgewicht, BoxRec)
- Welt: 8
- Europa: 7